# Chanat Uzbecki
Chanat Uzbecki (uzb. Oʻzbek xonligi, Oʻzbek ulusi / Ўзбек хонлиги, Ўзбек Улуси) – luźna federacja plemion uzbeckich, utworzona w wyniku rozpadu Białej Ordy na początku XV wieku. Podczas lat swojej świetności obejmował większość Uzbekistanu, Kazachstanu i Turkmenistanu oraz części południowej Rosji. Jest to pierwsze państwo Abulcharydów, odnogi dynastii Szejbanidów.

## Historia

### Przed Abu al-Chajr Chanem
Począwszy od Szibaniego, brata Batu-chana, który był chanem Złotej Ordy, Szejbanidzi i ich potomkowie posiadali ziemię i władzę nad wieloma plemionami nadanymi Szibaniemu przez Batu-chana. Ziemie te obejmowały domeny Złotej Ordy na wschód od Uralu i ziemie na północ od Syr-Darii. 
W XV wieku chanowie Złotej Ordy posiadali znikomą kontrolę nad wschodnimi terytoriami chanatu, szczególnie po zabójstwie Borak-chana w 1427. Rok po jego śmierci przy poparciu wodzów uzbeckich oraz wsparciu Uług Bega, władcy Imperium Timurydów, Abu al-Chajr został obwołany chanem w mieście Tura.

### Abu al-Chajr Chan
W ciągu następnych czterech lat Abu al-Chajr skonsolidował plemiona na Syberii, umacniając słową władzę.
Zimą 1430/1431 Abu al-Chajr zaatakował Chorezm, należący do Szahrocha (1405–1447), syna Timura. Rozpoczął jednak okupację jedynie północnej części Chorezmu, która niegdyś wchodziła w skład ułusu Dżocziego. Żądając kapitulacji od gubernatora Urgenczu miał podobno twierdzić, że powinien on należeć do potomków Dżocziego. Gubernator uciekł na południe, zaś Urgencz został splądrowany przez Uzbeków. Latem 1431 Uzbecy opuścili jednak Chorezm, podobno z powodu nadmiernych upałów i wybuchu zarazy. Innym powodem mogło być jednak zagrożenie ze strony Dżoczydów z Astrachania, Ahmada-chana i Muhammada-chana, których ostatecznie Abu al-Chajr pokonał jeszcze w tym samym roku. W 1435/1436 Abu al-Chajr ponownie zaatakował i splądrował Chorezm. W 1440/1441 grupa Uzbeków, być może niepodlegająca Abu al-Chajrowi, napadła na Astarabad. W rezultacie Szahruch musiał utrzymywać silne oddziały wojskowe w celu obrony regionu. W 1446 Abu al-Chajr podbił tereny w środkowym biegu Syr-Darii, wraz z kilkoma miastami stanowiącymi ważne ośrodki handlu Złotej Ordy z Turkiestanem. Jedno z nich, Sygnak, stało się jego stolicą, a tym samym granica pomiędzy Uzbekami i terytorium Timurydów przesunęła się na północ od miasta Turkiestan.
Po śmierci Szahrocha w 1447 Abu al-Chajr skorzystał z tego że jego syn, Uług Beg (1447–1449), walczył z innymi Timurydami o Herat i zaatakował Mawarannahr, plądrując okolicę samej Samarkandy, której jednak nie zdobył. Latem 1451 timurydzki książę Abu Sa’id (1451–1469), który powstał przeciwko wnukowi Szahrocha, Abdollahowi (1450–1451), poprosił Abu al-Chajra o pomoc. W bitwie w pobliżu Samarkandy w tym samym roku mniej liczne oddziały Uzbeków i Abu Sa’ida pokonały armię Abdollaha, który zginął. Abu Sa’id zajął miasto, nie wpuścił jednak do niego Uzbeków, których wynagrodził drogimi prezentami. Córka Uług Bega Rabi'a Sultan Begum poślubiła Abu al-Chajra i Uzbecy wrócili na stepy. Ich chan interweniował w waśnie pomiędzy Timurydami jeszcze tylko raz, w roku 1460, kiedy wysłał oddziały na pomoc zbuntowanemu przeciwko Abu Sa’idowi wnukowi Uług Bega Mohammadowi Dżuki Mirze. Przysłani mu Uzbecy zajęli się jednak głównie plądrowaniem i opuszczony przez nich Mohammad musiał się poddać.
Około 1457 Abu al-Chajr doznał poważnej klęski z rąk Ojratów, atakujących kipczackie stepy z rejonu rzeki Czu. Po pokonaniu go w bitwie w pobliżu Sygnaku zmusili go oni do ucieczki do jego stolicy, a następnie spustoszyli posiadłości zarówno jego, jak i Timurydów. 

### Odłączenie się Chanatu Kazachów
Około 1465/1466 Keraj i Dżanibeg, dwóch potomków Ordy, syna Dżocziego, skorzystało z niezadowolenia plemion z rządów Abu al-Chajra. Uciekli z nomadami w kierunku Mogulistanu, ustanawiając w końcu własny chanat. Szybko stał się on państwem buforowym między Mogulistanem a Chanatem Uzbeków. 

### Śmierć Abu al-Chajra i następcy
Ok. 1468-1470, Abu al-Chajr zmarł w bitwie przeciwko Kazachom wraz z kilkoma synami. Po śmierci Abu al-Chajra jego państwo rozpadło się, jednak jego wnuk, Muhammad Szejbani (1500–1510), stając na czele Uzbeków podbił niemal cały Turkiestan, dając początek Chanatowi Buchary.